# El hombre del sábado
 El hombre del sábado es una película de Argentina en blanco y negro dirigida por Leopoldo Torres Ríos según su propio guion escrito en colaboración con Leopoldo Torre Nilsson sobre el argumento de Eduardo Almira y Sebastián Rovino que se estrenó el 9 de septiembre de 1947 y que tuvo como protagonistas a Pedro Quartucci, Virginia Luque, Pedro Maratea y Gogó Andreu.

## Reparto
- Pedro Quartucci
- Virginia Luque
- Pedro Maratea
- Gogó Andreu
- Oscar Villa
- Celia Manzano
- Alejandro Maximino
- Carlos Fioriti
- Nelly Powell
- José A. Paonessa
- Lea Conti
- José Guisone
- Irma Denás
- Jaime Andrada
- Alberto Garayoa
- Ramón J. Garay
- Astor Piazzolla
- Patricio Azcárate